# 华山里站
华山里站是一个位于中国天津市河西区陈塘庄街道微山路与珠江道交叉口以北，属于天津地铁1号线的地铁车站。

## 车站结构

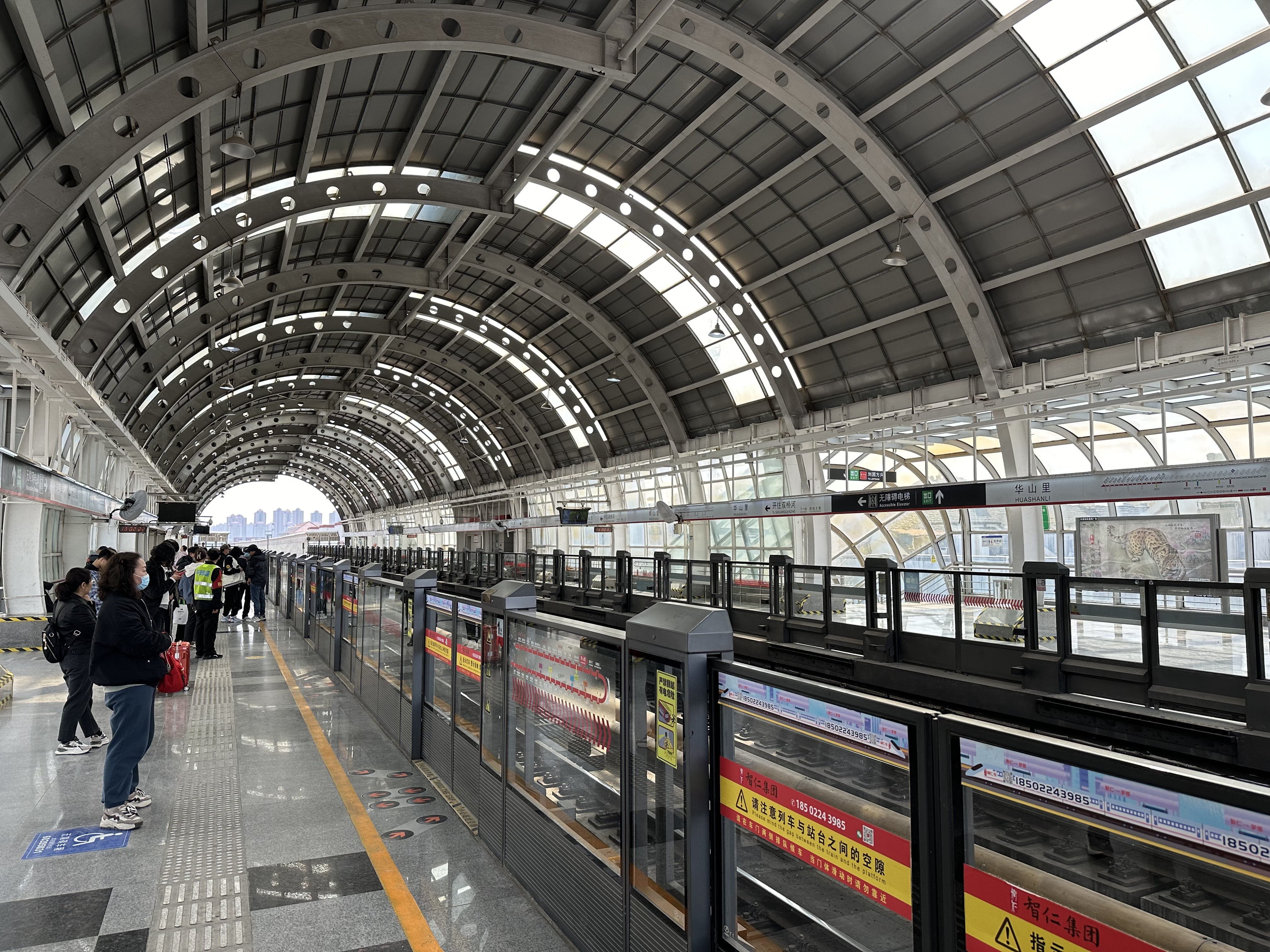
站台

华山里站建筑由位于道路东西两侧的出入口、站房和位于道路中心的高架站台和站厅组成。站厅位于车站地上二层，包括集散厅与联系天桥，站厅内设有地铁客服中心，可为乘客提供人工购票、天津城市卡及地铁储值卡的发售充值、失物招领等服务。另外，站厅内还设有自动售票机、验票机、深圳发展银行自动取款机等自助服务设施。站台位于车站地上三层，为侧式站台，站台宽度3.5米，并设有半高安全门。本站付费区设有自动扶梯及楼梯各4组连接站台，非付费区亦设有自动扶梯及楼梯各4组连接地面各出口。
| 地上三层          | 站台   | \| 側式 · 開右邊车门 \| \| \| \| \| \| █ 1号线往刘园（复兴门） \| \| \| \| █ 1号线往双桥河（财经大学） \| \| 側式 · 開右邊车门 \| \| \| |
| 地上二层          | 站厅   | 客服中心、自动售票机、验票机 |
| 地面              | 出入口 | A、B、C、D出入口 |
| 側式 · 開右邊车门 |        | |
|                   |        | █ 1号线往刘园（复兴门） |
|                   |        | █ 1号线往双桥河（财经大学） |
| 側式 · 開右邊车门 |        | |

## 车站出口
华山里站共设4个出口，各出口及周围设施如下所示：
|                                      |      |            |                                                      |
| 出口编号                             | 照片 | 地点       | 可到达目的地                                         |
| 出口 · A · 升降机标志 · 扶手电梯标志 |      | 微山路东侧 | 桂发祥、骊山里、天山里、昆仑里、小海地派出所         |
| 出口 · B · 扶手电梯标志              |      | 微山路西侧 | 四季馨园、龙都时代新城、天津国际联合轮胎橡胶有限公司 |
| 出口 · C · 扶手电梯标志              |      | 微山路西侧 | 天津第四医院、瑞泰公寓、公共汽车换乘站               |
| 出口 · D · 升降机标志 · 扶手电梯标志 |      | 微山路东侧 | 河西区委党校、泰山里、华山里、昆仑里                 |
| 註： 設有 \| 設有扶手電梯            |      |            |                                                      |

## 换乘交通
| 地铁 - 东江道站： 11号线 公共汽车线路 \| 编号 \| 编号 \| 线路 \| 线路 \| 线路 \| 收费 \| 运营商 \| 备注 \| \| ---- \| ---- \| -------------- \| ---- \| ------------------ \| ---- \| ---------- \| --------------- \| \| \| 93 \| 中心公园 \| ⇆ \| 双马公交站 \| 2元 \| 公交二公司 \| 合并原 693、823 \| \| \| 304 \| 华山里地铁站 \| ⇆ \| 双港新家园东公交站 \| 2元 \| 公交二公司 \| \| \| \| 326 \| 渌水道公交站 \| ↺ \| 渌水道公交站 \| 2元 \| 公交二公司 \| \| \| \| 623 \| 李明庄公交站 \| ⇆ \| 双水道公交站 \| 2元 \| 公交四公司 \| \| \| \| 631 \| 水木天成公交站 \| ⇆ \| 双马公交站 \| 2元 \| 公交三公司 \| \| |      |                |      |                    |      |            |                 |
| 编号 | 编号 | 线路           | 线路 | 线路               | 收费 | 运营商     | 备注            |
| | 93   | 中心公园       | ⇆    | 双马公交站         | 2元  | 公交二公司 | 合并原 693、823 |
| | 304  | 华山里地铁站   | ⇆    | 双港新家园东公交站 | 2元  | 公交二公司 |                 |
| | 326  | 渌水道公交站   | ↺    | 渌水道公交站       | 2元  | 公交二公司 |                 |
| | 623  | 李明庄公交站   | ⇆    | 双水道公交站       | 2元  | 公交四公司 |                 |
| | 631  | 水木天成公交站 | ⇆    | 双马公交站         | 2元  | 公交三公司 |                 |

| 编号 | 编号 | 线路           | 线路 | 线路               | 收费 | 运营商     | 备注            |
| ---- | ---- | -------------- | ---- | ------------------ | ---- | ---------- | --------------- |
|      | 93   | 中心公园       | ⇆    | 双马公交站         | 2元  | 公交二公司 | 合并原 693、823 |
|      | 304  | 华山里地铁站   | ⇆    | 双港新家园东公交站 | 2元  | 公交二公司 |                 |
|      | 326  | 渌水道公交站   | ↺    | 渌水道公交站       | 2元  | 公交二公司 |                 |
|      | 623  | 李明庄公交站   | ⇆    | 双水道公交站       | 2元  | 公交四公司 |                 |
|      | 631  | 水木天成公交站 | ⇆    | 双马公交站         | 2元  | 公交三公司 |                 |

## 车站历史
- 2006年6月12日，随天津地铁1号线开通启用。
- 2022年7月19日，受新冠疫情影响，车站临时关闭[1]。7月25日，车站恢复运营[2]。
- 2022年9月21日，受新冠疫情影响，车站临时关闭[3]。10月1日，车站恢复运营[4]。